# Derobrachus apterus
Derobrachus apterus là một loài bọ cánh cứng trong họ Cerambycidae.